# Curtara brevenda
Curtara brevenda är en insektsart som beskrevs av Delong 1980. Curtara brevenda ingår i släktet Curtara och familjen dvärgstritar. Inga underarter finns listade i Catalogue of Life.